# Falmouth (Cornwall)
Koordinaten: 50° 9′ N, 5° 4′ W

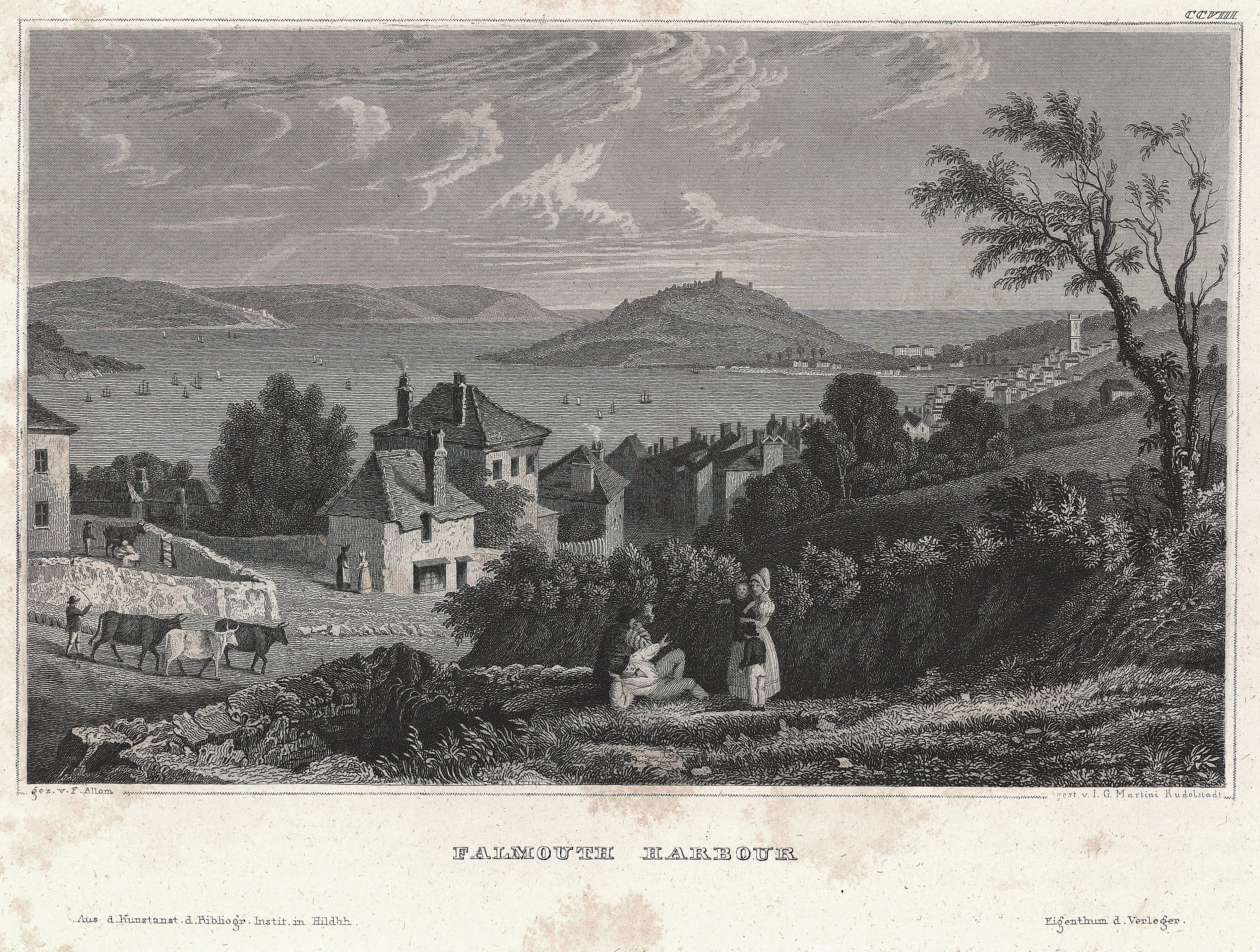
Blick auf Falmouth um 1838

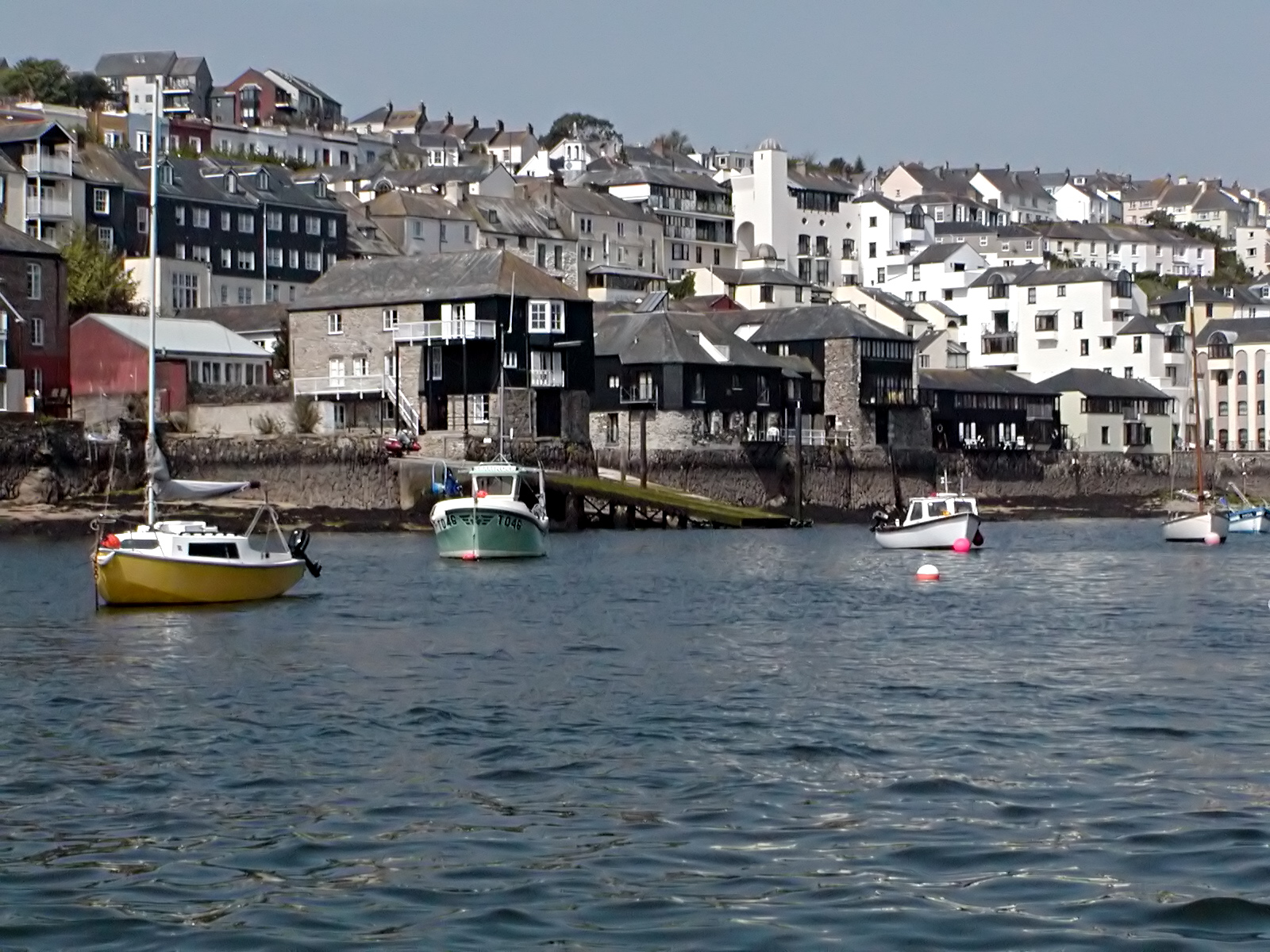
Falmouth von der Seeseite

Falmouth (kornisch Aberfal) ist eine Hafenstadt an der Südküste der Grafschaft Cornwall in England. Die Stadt an der Mündung des Flusses Fal zählt 21.797 Einwohner (Stand: 2011). Ursprünglich hieß Falmouth Peny-cwm-cuic, was im Englischen zu „Pennycomequick“ verballhornt wurde.
Falmouth ist für seinen Hafen berühmt, der zusammen mit den Carrick Roads den drittgrößten Naturhafen der Welt bildet. Die Stadt ist auch als Start bzw. Ziel einiger Weltumsegelungen bekannt, so z. B. der von Sir Francis Chichester und Dame Ellen MacArthur.

## Geschichte
Sir John Killigrew gründete die Stadt Falmouth im Jahr 1613. Bereits um 1540 hatte Heinrich VIII. dort die Küstenfestung Pendennis Castle errichten lassen, um die Carrick Roads zu verteidigen. Während des Englischen Bürgerkriegs war Pendennis Castle die vorletzte Festung, die sich den Parlamentsanhängern ergab. Angesichts der Bedrohung durch die spanische Armada wurden die Befestigungen im späten 16. Jahrhundert durch steile Wallanlagen verstärkt.
Falmouth entwickelte sich zu einem bedeutenden Hafen der Schifffahrt zur iberischen Halbinsel und der Transatlantikschiffahrt. 1688 richtete das General Post Office einen Liniendienst zur regelmäßigen Beförderung von Post und Paketen zwischen Falmouth und La Coruña ein („Spanish mail boat service“). 1702 folgten Liniendienste von Falmouth nach Jamaika und nach Barbados und im Laufe des 18. Jahrhunderts weitere „Falmouth packets“ (ab Falmouth regelmäßig verkehrende Paketfahrten) nach Lissabon, Gibraltar, New York City, Pensacola, Savannah und Charleston. Der Schoner Pickle überbrachte 1805 die Nachricht vom englischen Sieg und Admiral Nelsons Tod in der Schlacht von Trafalgar nach Falmouth. Seit dem frühen 19. Jahrhundert verkehrten ab Falmouth vierzehntägliche Liniendienste zu mehreren brasilianischen Häfen, nach Montevideo und nach Buenos Aires. 1837 segelten 39 Schiffe im Liniendienst ab Falmouth.

Während des Zweiten Weltkriegs war Falmouth der Ausgangspunkt für einen Kommandotrupp, der 1942 den deutschen U-Boot-Stützpunkt in Saint-Nazaire unter dem Decknamen Operation Chariot angriff und zerstörte. In Erinnerung daran befindet sich ein kleiner Gedenkstein am „Fish Strand Quay“. Die Inschrift mit der Überschrift „OPERATION CHARIOT“ lautet:

FROM THIS HARBOUR 622 SAILORS

AND COMMANDOS SET SAIL FOR

THE SUCCESSFUL RAID ON ST. NAZAIRE

28TH MARCH 1942 168 WERE KILLED

5 VICTORIA CROSSES WERE AWARDED

———— · ————

DEDICATED TO THE MEMORY OF

THEIR COMRADES BY

## Wirtschaft und Verkehr

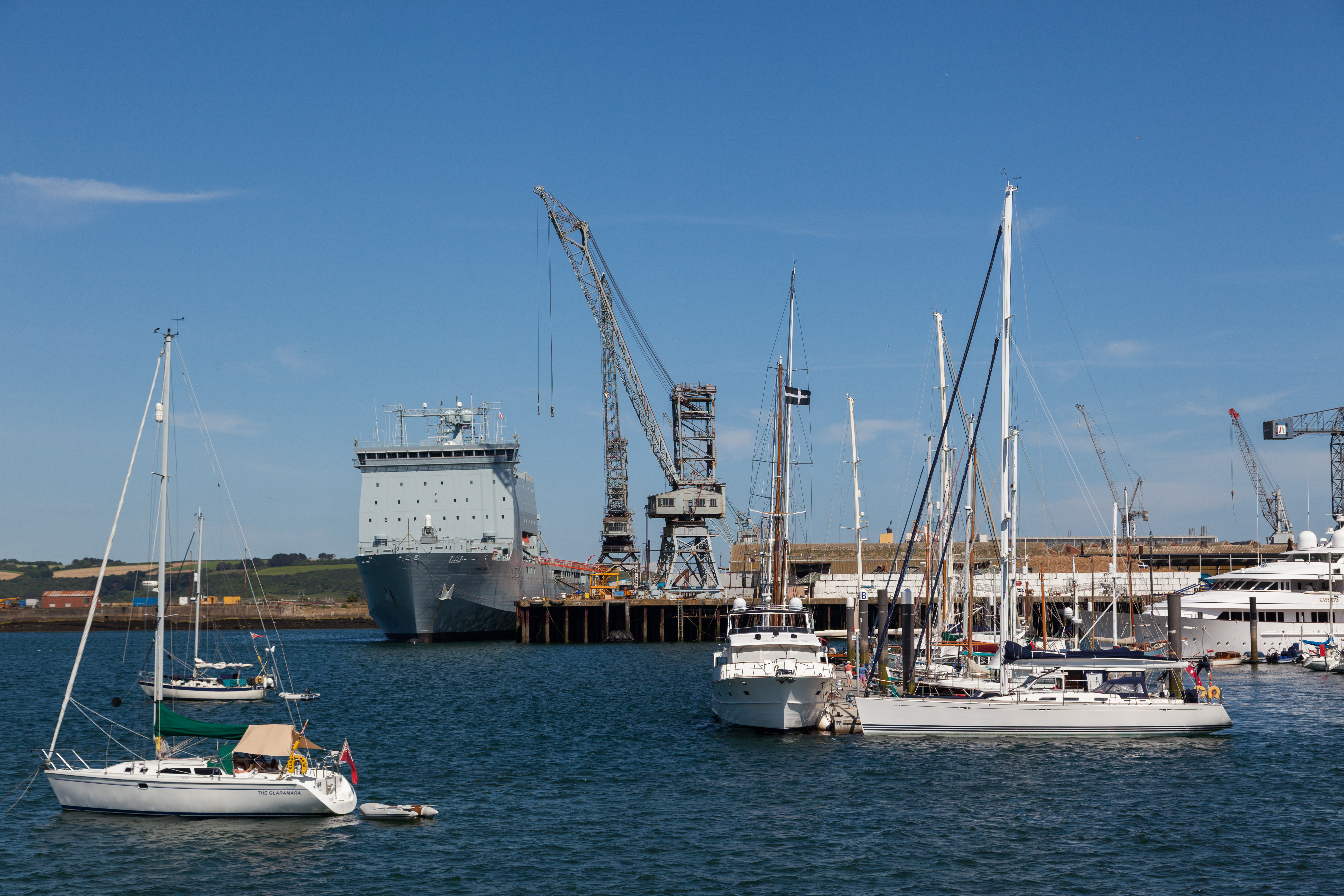
Werfthafen in Falmouth

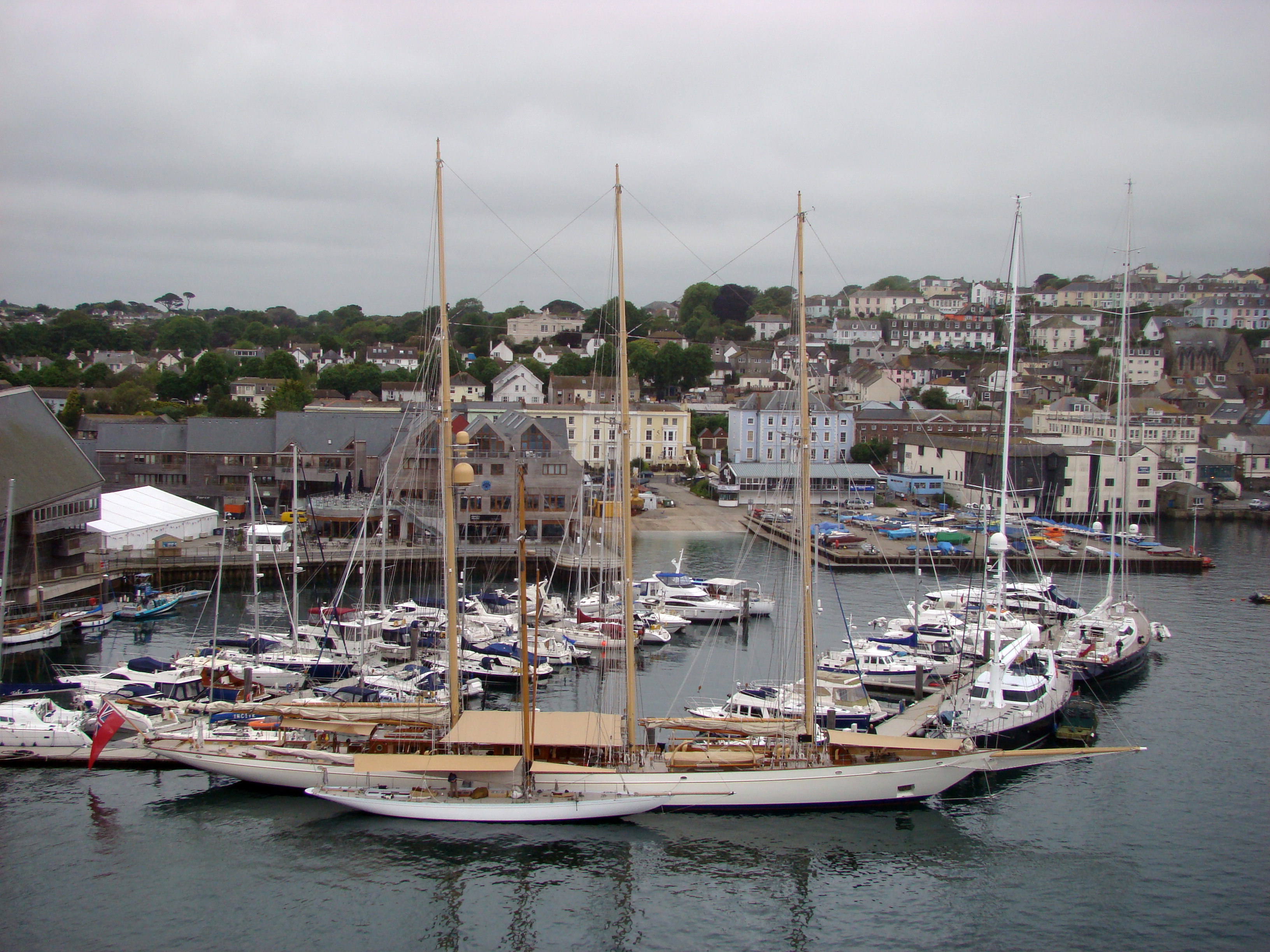
Jachthafen

Obwohl Falmouth als Hafenstadt sehr an Bedeutung verloren hat, sind der Hafen und seine Werft immer noch ein wichtiger Wirtschaftsfaktor für die Stadt. Die Universität Falmouth (2005 bis 2012 University College Falmouth, zuvor Falmouth College of Arts), mit Studiengängen insbesondere in Kunst, Design und Medien, trägt mit Studenten aus aller Welt auch zum Wirtschaftsleben der Stadt bei. Im Studienjahr 2022/2023 waren dort 7380 Studierende eingeschrieben. Die Haupteinnahmequelle der Stadt ist heute jedoch der Tourismus. Mit seinen hübschen Häusern im georgianischen Stil, die Pensionen und Hotels beherbergen, und seinen fünf Stränden hat sich Falmouth zu einem beliebten Ferienort entwickelt.
Falmouth wurde 1863 an das britische Eisenbahnnetz angebunden. Heute verbindet die im Besitz der First Group befindliche Maritime Line als regelmäßig verkehrende Nebenbahn Falmouth mit der durch Truro verlaufenden Hauptstrecke von London über Plymouth nach Penzance.
Per Auto ist die Stadt auf der Landstraße A39 von Truro aus zu erreichen.
Zwischen Falmouth und St Mawes auf der gegenüberliegenden Seite der Carrick Roads gibt es eine ganzjährige Fährverbindung. Während der Tourismussaison bestehen auch regelmäßige andere Schiffsverbindungen, vor allem über die Carrick Roads und den Fal flussaufwärts Richtung Truro.

## Sehenswürdigkeiten
Im Jahr 2003 öffnete das National Maritime Museum seine Pforten. Die Festung Pendennis Castle ist als Museum im Besitz von English Heritage.
Cornwall ist bekannt für sein durch den Golfstrom geprägtes mildes, maritimes Klima und dadurch eine fast schon mediterrane Flora. Um Falmouth herum finden sich eine Reihe bekannter Parks, die besichtigt werden können, so z. B. Trebah, Glendurgan und Trelissick. Lohnend ist die Besichtigung vor allem zur Rhododendrenblüte im Mai und Juni. In Glendurgan befindet sich ein kleiner, aus Lorbeerhecken bestehender Irrgarten von 1833, der ein unregelmäßiges Wegenetz aufweist.

## Städtepartnerschaften
Mit Bremervörde in Niedersachsen besteht eine Städtepartnerschaft.

## Söhne und Töchter der Stadt
- Edward Boscawen (1711–1761), Admiral

- Samuel P. Tregelles (1813–1875), Bibelgelehrter, Textkritiker und Theologe
- James George Philp (1816–1885), Landschaftsmaler
- Carveth Read (1848–1931), Philosoph, Logiker und Psychologe
- Hugh Stewart (1910–2011), Filmeditor, Filmproduzent und Lehrer
- David Bond (1922–2013), Regattasegler
- Jon Mark (1943–2021), Musiker, Bandmitglied von Sweet Thursday, John Mayall und Mark-Almond
- Ed Coode (* 1975), Ruderer